# Nationalisme queer
Ne doit pas être confondu avec homonationalisme.
Le nationalisme queer, queerisme ou encore séparatisme gay sont des expressions qui désignent l'idée que les homosexuels, ou plus largement les personnes LGBT, forment une minorité nationale et qu'ils doivent donc créer leur propre État-nation pour vivre en sécurité.
Le mouvement pour les droits civiques des LGBT débouche, dès les années 1960, sur l'apparition de mouvements séparatistes au sein de la communauté homosexuelle. Ainsi, en 1969, l'activiste américain Don Jackson envisage d'établir une colonie homosexuelle dans le petit comté californien d'Alpine, qui serait alors renommé Stonewall Nation (en), en référence aux émeutes de Stonewall. Du côté de la communauté lesbienne, plusieurs militantes (comme Charlotte Bunch, Elana Dykewomon ou Sarah Hoagland) envisagent aussi la mise en place d'une société séparée de la majorité masculine et hétérosexuelle (voir Lesbianisme séparatiste). Des quartiers roses se développent alors dans les pays occidentaux, mais aucun État n'est cependant créé.
Dans les années 1990 et 2000, de nouveaux mouvements LGBT font leur apparition, parmi lesquels Queer Nation (en) ou Les Panthères roses, dont la rhétorique est volontiers indépendantiste/séparatiste. Ces mouvements ne réclament pas tous réellement l'indépendance mais plutôt la mise en place d'une communauté LGBT soudée, seule capable de lutter contre « l'hétérosuprémacisme » et « l'hétérosexisme ».
Cette idée de nationalisme homosexuel ou queer n'est pas limitée aux seuls États-Unis. En Australie, le refus des autorités de légaliser le mariage homosexuel en 2004 conduit ainsi certains militants homosexuels à proclamer le royaume gay et lesbien des Îles de la mer de Corail.